# Buenavista de Juárez, Puebla
Buenavista de Juárez är en ort i Mexiko.   Den ligger i kommunen Los Reyes de Juárez och delstaten Puebla, i den sydöstra delen av landet, 150 km öster om huvudstaden Mexico City. Buenavista de Juárez ligger 2 137 meter över havet och antalet invånare är 1 892.
Terrängen runt Buenavista de Juárez är huvudsakligen platt, men västerut är den kuperad. Runt Buenavista de Juárez är det ganska tätbefolkat, med 239 invånare per kvadratkilometer. Närmaste större samhälle är Tecamachalco, 12,0 km sydost om Buenavista de Juárez. Trakten runt Buenavista de Juárez består till största delen av jordbruksmark.